# بانوی دریاچه (رمان ساپکوفسکی)
بانوی دریاچه (انگلیسی: The Lady of the Lake) عنوان پنجمین رمان از مجموعهٔ حماسی و خیال‌پردازی ویچر، اثر آندری ساپکوفسکی می‌باشد که  اولین بار در ایران با ترجمه سینا طاوسی منتشر شده است.